# 乙女的シンドローム
『乙女的シンドローム』（オトメティックシンドローム）は、はるかわ陽による日本の漫画作品。漫画アプリ「comico」（NHN comico）にて2015年6月14日から2017年10月まで連載。2016年7月には単行本化がされている。

## あらすじ
主人公である立花おとめは、乙女ゲームや少女漫画を愛する乙女系女子。ある日、おとめのクラスに転校生がやってくる。

## 登場人物
立花おとめ（たちばな おとめ）
本作の主人公。高校1年生。5月5日生まれ。O型。
乙女ゲームや少女漫画を愛する乙女系女子。王子の体質を治すために協力をする。
乙女ゲーマー専用サイト「オトメリア」のユーザーネームは「ハナ」。
十和田王子（とわだ おうじ）
高校1年生。1月14日生まれ。AB型。
第1話でおとめのクラスに転校してくる。金髪碧眼。
「王子」という名の通りに見えるが、実際は気弱な性格。
「王子」という名前が似合わない自分を変えるため、実の姉である妃(後述)に、乙女ゲームの「属性」を入れられたことで一時的に克服することができたものの、感情によって「属性」が変わってしまう体質になってしまう。一回眠ると元に戻る。本人曰く、「キャラがブレブレ」。
白幡リカ（しろはた リカ）
高校1年生。11月29日生まれ。A型。
おとめの親友。クールな性格。ボーイズラブを好む、いわゆる腐女子。
とあるきっかけから、王子は男性が恋愛対象だと勘違いしている。
十和田妃（とわだ きさき）
22歳。4月27日生まれ。B型。
王子の実の姉。王子に「属性」をいれた張本人。
秋元誠実（あきもと せいじ）
26歳。おとめの従兄。

## 書誌情報
- はるかわ陽『乙女的シンドローム』一迅社、既刊1巻（2016年7月30日現在）
  1. 2016年7月30日発売[2]、ISBN 978-4-7580-1520-2